# Bart Adams
Bartlett S. Adams (St. Louis, 9 aprile 1866 – Fulton, 9 agosto 1944) è stato un golfista statunitense.

## Carriera
Adams partecipò al torneo individuale di golf ai Giochi olimpici di Saint Louis 1904, in cui giunse trentatreesimo a pari merito con William Burton.